# Fassmaler

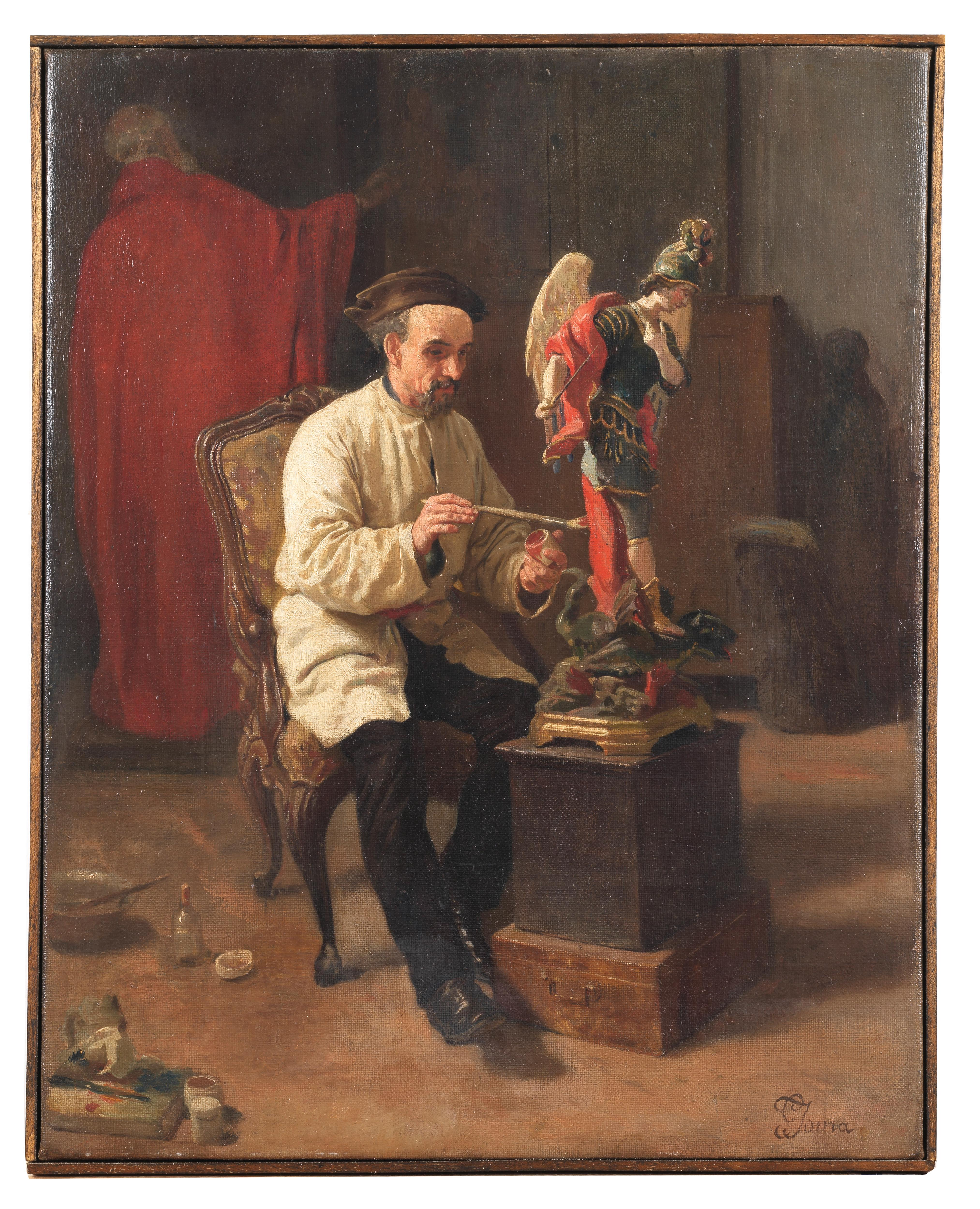
Der Maler Gioacchino Toma beim Fassen einer Statue des Erzengels Michael, 19. Jh.

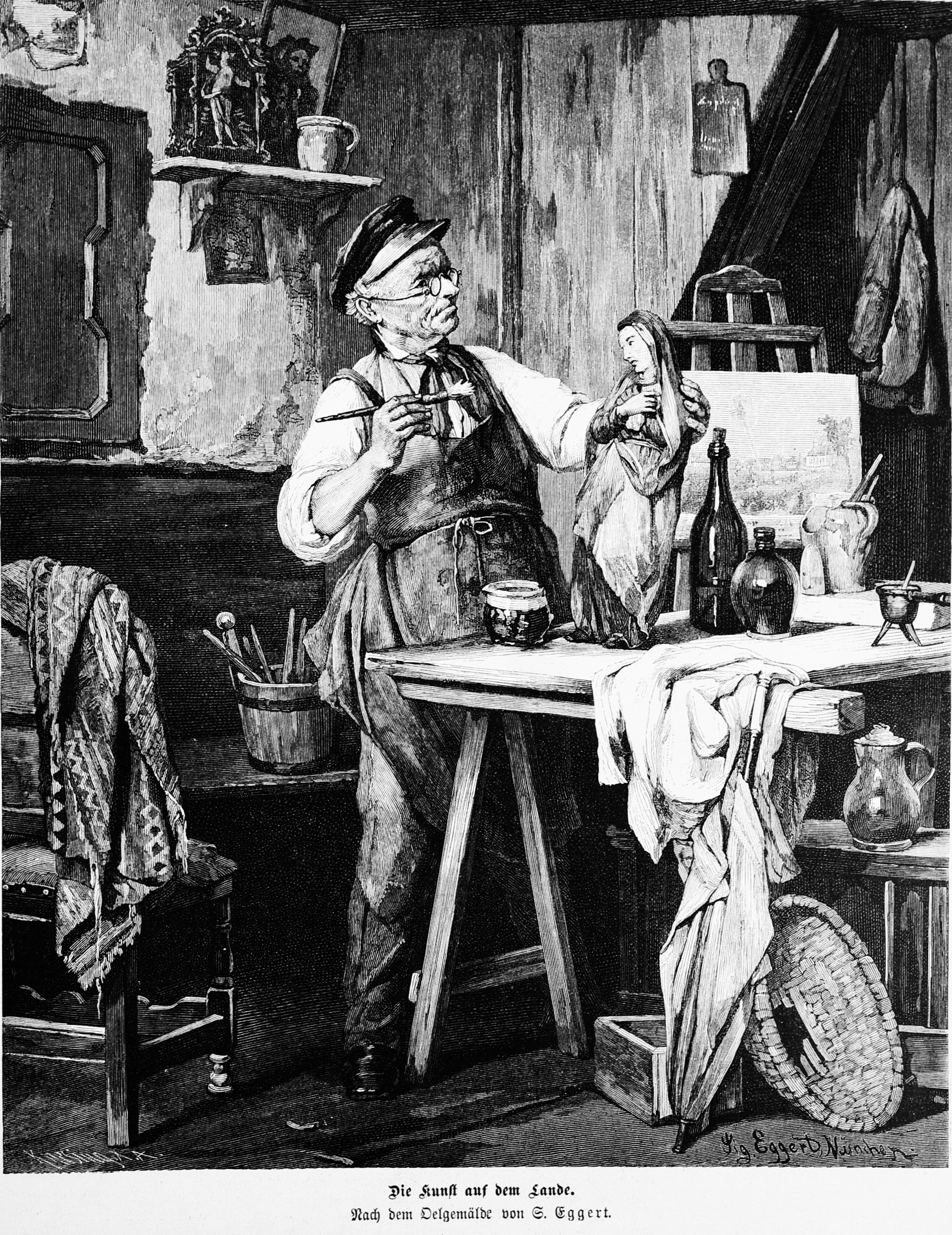
Maler beim Fassen einer Skulptur (Sigmund Eggert: Die Kunst auf dem Lande, um 1880)

Ein Fassmaler (alter Ausdruck Staffiermaler) ist die Bezeichnung für einen Handwerker, der die Fassung, das heißt die Bemalung und Vergoldung von Holzplastiken vornimmt und den Schnitzarbeiten damit erst ihr endgültiges Aussehen verleiht. Im 18. Jahrhundert war auch im deutschen Raum die französische Bezeichnung Peintre-doreur („Maler-Vergolder“) üblich.

## Heutige Definition
Vergolder und Fassmaler sind heute zwei unterschiedliche Berufe, die viel gemeinsam haben. Beide vervollständigen die Arbeiten der Bildhauer und Schnitzer mit dem Farbauftrag. Sie verschönern Kunst- und Gebrauchsgegenstände mit Gold, Silber und Öl.
Der Vergolder beschäftigt sich mit der Vergoldung und Versilberung, Marmorierung, Maserierung, Lackieren, Mattieren von Kunst- und Gebrauchsgegenständen aus Holz, Gips, Ton, Kunststoff und Metall. Auch mit Oberflächen und Profilen von Bauteilen (einschließlich ihrer Behandlung und Gestaltung mit Farben) und mit Schriften kennt er sich aus.
Der Fassmaler kümmert sich um die Bemalung, die Ölvergoldung und Ölversilberung von verschiedenen Plastiken, Kunst- und Gebrauchsgegenständen aus Holz, Gips, Ton und Kunststoff. Vergolder und Fassmaler gehören der Berufsgruppe Kunsthandwerk an.

## Geschichte

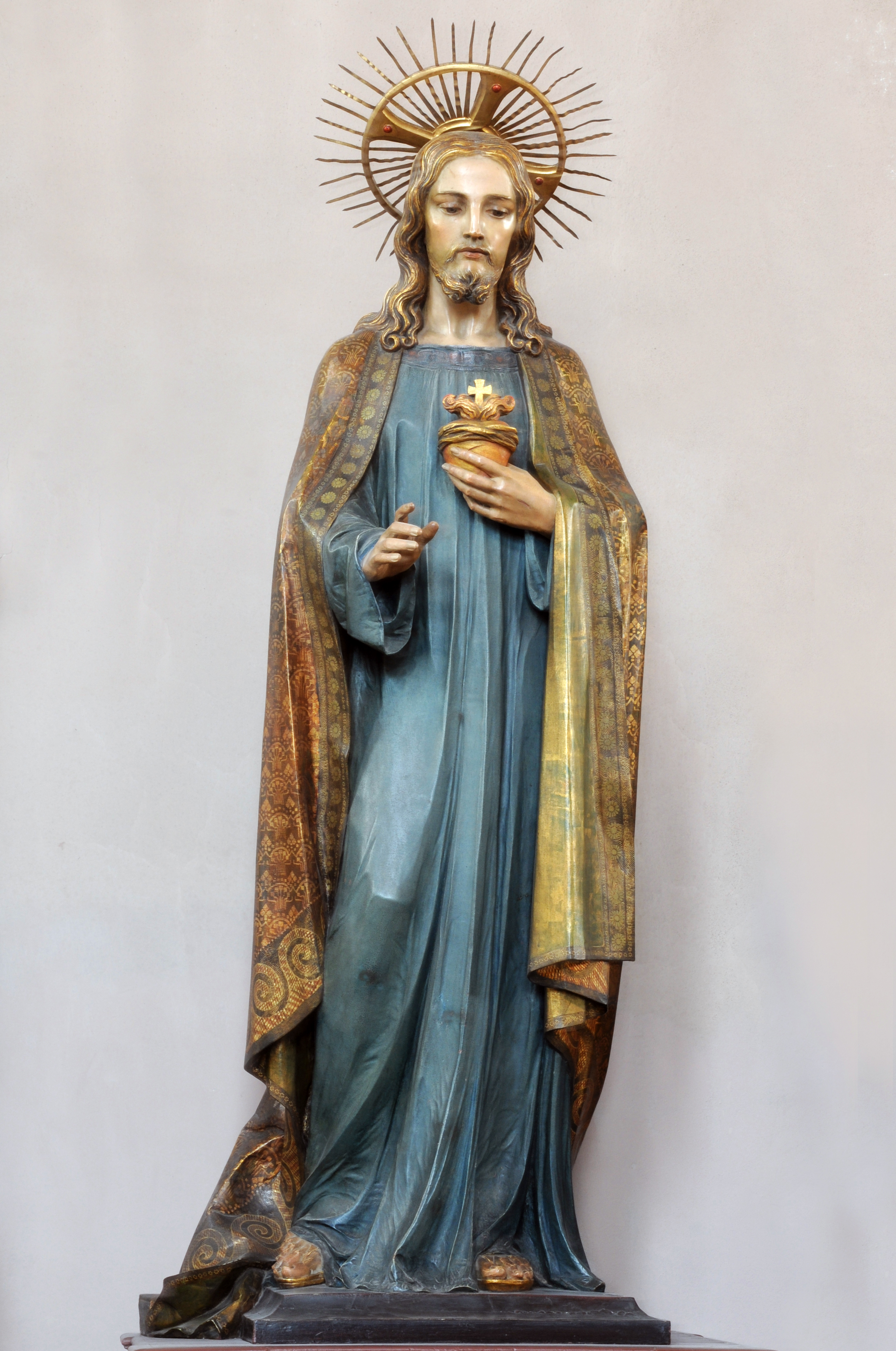
Holzstatue des Grödner Bildhauers Ludwig Moroder aus dem Jahr 1914; in Farbe und Gold gefasst

In der gotischen Bildschnitzerkunst wurde Holz nur in seltenen Ausnahmefällen ohne eine farbige Fassung gelassen, wobei z. B. die Wahl der Farben für die Kleidung der Heiligenstatuen nach alter Überlieferung erfolgte. Die Farbfassungen des Mittelalters hatten die Aufgabe, das Kunstwerk als Objekt der Verehrung und Andacht zu entmaterialisieren und ihm einen überirdischen Glanz zu verleihen.
Bis zum Beginn der Spätgotik wurden die Skulpturen von den Bildhauern meist selbst gefasst. Später, bis einschließlich des Rokoko, waren spezielle Fassmaler tätig. Diese statteten zugleich auch die Flügel der Wandelaltäre mit Tafelgemälden aus, durften aber, wegen der strengen Zunftordnung dieser Zeit, keine Werke der Schnitzkunst erschaffen. Danach übernahmen wieder die Bildhauer das Fassen. Aus alten Rechnungen ist zu ersehen, dass die Fassmaler höhere Beträge erhielten als die Bildhauer, woraus manchmal geschlossen wurde, dass die Fassmaler mehr geachtet waren. Der Grund dafür dürfte allerdings wohl hauptsächlich das von den Fassmalern zugekaufte kostspielige Material gewesen sein: die teuren Pigmente sowie Blattgold und Pudergold mussten im Preis einkalkuliert werden.
Durch die Entstehung in der zweiten Hälfte des 19. Jahrhunderts der Altarbaukunst in Gröden waren und sind heute noch zahlreiche Fassmaler dort tätig.

## Technik der gotischen Farbfassung und des Vergoldens
Die gotische Farbfassung wurde in mehreren Arbeitsschritten vom Holzkern aus aufgebaut. Dabei trug man als erstes einen Kreidegrund auf das Holz auf, ohne den man keine brauchbare Malschicht für die Temperafarben erhielt. Nachdem dieser geglättet und geschliffen war, wurden die Farben aufgetragen oder die Vergoldung vorgenommen.
Bei letzterer wurde auf den Kreidegrund, der auch die plastisch aus dem Lindenholz geschnitzten Ornamente überzog, der sogenannte Bolus (Pigment) aufgetragen, eine Schicht aus rotem Ocker, die dem Gold den rötlichen Ton verlieh und im feuchten Zustand den Haftgrund für das Gold bildete. Dann legte man vorsichtig das hauchdünne Blattgold auf. Nach der Politur mit einem Achat war die sogenannte Polimentvergoldung fertig.

## Bekannte Fassmaler
Ein bekannter Fassmaler war Gabriel Mälesskircher, der u. a. für Erasmus Grasser arbeitete. Manchmal wurden auch namhafte Künstler als Fassmaler verpflichtet, wie die Maler Jan van Eyck (1390–1441) und Hans Baldung, genannt Grien (1484/85–1545). Johann von der Leyten war als Fassmaler beim sogenannten Sippenaltar und beim Elisabethaltar aus der Zeit um 1513 und als Maler der Flügelgemälde in der Marburger Elisabethkirche tätig.
Ungefaßte Arbeiten, meist Schnitzwerke aus Buchsbaumholz, wurden erst in der Renaissance üblich. Die ersten ungefassten Skulpturen sollen von Tilman Riemenschneider (um 1460–1531) hergestellt worden sein.

## Ausbildung
Fassmaler ist kein eigenständiger Lehrberuf. In Berufsschulen am WIFI und Betrieben, oder in manchen allgemeinbildenden Schulen werden auch Tischler, Maler und Holzbildhauer in der Technik des Fassmalens ausgebildet, die in spezialisierten Betrieben der Restauration und des Kunsthandwerks im Bereich des Fassmalens tätig sind. In Frankreich gilt die Compagnons du Devoir als Schmiede für angehende Kunsthandwerker.